# واتس‌اگرش
واتس‌اِگرِش (به مجاری:  Vácegres) یک منطقهٔ مسکونی در مجارستان است که در ناحیه واتس واقع شده‌است.